# سلطان هوساوي (لاعب كرة قدم مواليد 2001)
سلطان عبد الرحمن هوساوي مواليد 12 يوليو 2001 في السعودية، هو لاعب كرة قدم سعودي.

## مسيرة اللاعب
لعب في الفئات السنية في نادي الهلال و وقع في صيف عام 2020 مع نادي الوحدة و أعير إلى نادي جدة ونادي الأخدود ونادي القيصومة.